# Fredrik Petersen (handbollsspelare)
Fredrik Raahauge Petersen, född 27 augusti 1983 i Ystad, är en svensk handbollstränare och tidigare handbollsspelare. Han har spelat nästan hela sin karriär som vänstersexa, men har på senare år utvecklats till att spela som mittnia. Han spelade 155 landskamper och gjorde 426 mål för Sveriges landslag och var bland annat med om att vinna OS-silver 2012 i London.

## Handbollskarriär
Fredrik Petersen började sin karriär i IFK Ystad. Där fick han också senare debutera i Elitserien (nuvarande Handbollsligan). Säsongen 2004/2005 vann Petersen skytteligan i Elitserien tillsammans med IK Sävehofs Jonas Larholm, med 197 gjorda mål på 25 matcher. Sommaren 2006 blev han proffs i Danmark, i topplaget GOG Svendborg TGI. Redan första säsongen slutade med att laget blev danska mästare.
Efter säsongen 2009/2010 gick klubben i konkurs och Petersen var tvungen att söka sig till en ny klubb. Det blev danska Bjerringbro-Silkeborg, där han spelade två säsonger. Båda säsongerna gick laget till final i det danska mästerskapet, men förlorade både gångerna mot det danska stjärnlaget AG Köpenhamn.
Sommaren 2012 skrev Petersen på för Bjerringbro-Silkeborgs ligarival AG Köpenhamn, men han hann aldrig debutera för att klubben begärdes i konkurs innan säsongen hann starta. Petersen skrev då på ett ettårskontrakt för det tyska topplaget HSV Hamburg. Hans enda säsong i Hamburg avslutades med att laget blev Champions League-mästare genom att slå FC Barcelona i finalen efter förlängning. 2015 kom han tillbaka till svenska ligan och HK Malmö. 2018 gick han tillbaka till sin moderklubb IFK Ystad. Han spelade sedan en säsong för IFK Kristianstad, och meddelade 2021 att han avslutar spelarkarriären. Han blev då presenterad av IFK Ystad som sportchef. Då IFK Ystad hade en svag start på säsongen gjorde Petersen comeback som spelare i laget i december 2021.
Sedan 2023 är han huvudtränare för IFK Ystad.

## Meriter

### Med klubblag
- Champions League-mästare 2013 med HSV Hamburg
- EHF-cupmästare 2015 med Füchse Berlin
- Dansk mästare 2007 med GOG Svendborg TGI
- Tysk cupmästare 2014 med Füchse Berlin

### Med landslaget
- U21-VM 2003 i Brasilien:  Guld
- EM 2010 i Österrike: 15:e
- VM 2011 i Sverige: 4:a
- EM 2012 i Serbien: 12:a
- OS 2012 i London:  Silver
- EM 2014 i Danmark: 7:a
- VM 2015 i Qatar: 10:a
- EM 2016 i Polen: 8:a
- OS 2016 i Rio de Janeiro: 11:a